# Liste von Persönlichkeiten der Universität Regensburg
Diese Liste enthält bekannte Persönlichkeiten der 1962 gegründeten Universität Regensburg.

## Rektoren und Präsidenten
- 1964–1967: Götz Freiherr von Pölnitz (1906–1967)
- 1967–1968: Franz Mayer (1920–1977)
- 1968–1971: Karl-Heinz Pollok (1929–2003)
- 1971–1973: Gustav Obermair (1934–2019)
- 1973–1981: Dieter Henrich (* 1930)
- 1981–1989: Hans Bungert (1930–2000)
- 1989–2001: Helmut Altner (* 1934)
- 2001–2009: Alf Zimmer (* 1943)
- 2009–2013: Thomas Strothotte (* 1959)
- seit 2013: Udo Hebel (* 1956)

## Wissenschaftler
- Dieter Albrecht (1927–1999), Professor für Neuere Geschichte
- Helmut Altner, Professor für Zoologie, Universitätsrektor (1989–2001), Biologe, Wissenschaftsmanager, Präsident der Studienstiftung (1993–2003)
- Johann Auer (1910–1989), Ordinarius für Dogmatik und Dogmengeschichte 1968–1978
- Hans-Jürgen Becker (* 1939), Professor für Bürgerliches Recht, Europäische Rechtsgeschichte und Kirchenrecht, Herausgeber zahlreicher Zeitschriften
- Wolfgang Beinert (* 1933), Lehrstuhl für kath. Dogmatik und Dogmengeschichte 1978–1998; an der Theologischen Fakultät der Universität; Nachfolger von:
- Benedikt XVI. (1927–2022), Papst vom 19. April 2005 bis 28. Februar 2013; zuvor als Kardinal Joseph Ratzinger in München und Rom; davor Theologieprofessor in Regensburg, 1969–1977 und Vizepräsident der Universität 1976–1977. 2006 verbrachte Papst Benedikt XVI. drei Tage in Regensburg und besuchte am 12. September auch die Universität, um im Auditorium Maximum vor Vertretern der Wissenschaften und Studierenden eine international viel beachtete Vorlesung zum Thema „Glaube, Vernunft und Universität“ zu halten, s. a. Papstzitat von Regensburg.
- Stephan Bierling (* 1962), Professor für Internationale Politik und Transatlantische Beziehungen
- Andreas Bresinsky (* 1935), Lehrstuhl für Botanik (emeritiert 2001), Mitautor am Strasburger-Lehrbuch für Botanik
- Hansjürgen Daheim (* 1929), ordentlicher Professor für Soziologie von 1967 bis 1979
- Hans Jürgen Drumm (1937–2018), Lehrstuhl für Personalwirtschaft, Organisation und Unternehmungsplanung
- Felix Finster (* 1967), Professor für Mathematik, Forschung und Publikationen im Bereich Quantenfeldtheorie und Fermionen
- Peter Gottwald (* 1944), Professor für bürgerliches Recht, Zivilprozessrecht und internationales Zivil- und Zivilprozessrecht, von 1981 bis 1989 Richter am OLG Bamberg und ab 1983 am OLG München, Verleihung der Ehrendoktorwürde der Universität zu Thessaloniki
- Ruth M. Gschwind (* 1970), Professorin für Organische Chemie, Spezialistin für magnetische Kernresonanzspektroskopie
- Nicole Gürtzken (* 1968), Professorin für Volkswirtschaftslehre, leitet seit Oktober 2015 den Forschungsbereich „Arbeitsmarktprozesse und Institutionen“ am Institut für Arbeitsmarkt- und Berufsforschung (IAB)
- Gerhard Hahn (* 1933), Ordinarius für Ältere deutsche Literatur (1973–1999)
- Dieter Henrich (* 1930), Lehrstuhl für Bürgerliches Recht, Internationales Privatrecht und Rechtsvergleichung, Autor bzw. Herausgeber zahlreicher Standardwerke und Herausgeber zweier führender Fachzeitschriften
- Peter Herz (* 1948), Althistoriker, Lehrstuhl für Alte Geschichte
- Lutz Hoffmann (1934–2019), Professor für Volkswirtschaftslehre an der Universität Regensburg, von 1989 bis 1999 Präsident des Deutschen Instituts für Wirtschaftsforschung in Berlin und Berater von Weltbank, EG-Kommission und Regierungen
- Uwe Jannsen (* 1954), Professor für Mathematik
- Thorsten Kingreen (* 1965), Lehrstuhl für Öffentliches Recht, Sozialrecht und Gesundheitsrecht
- Burkhard König (* 1963), Professor für Organische Chemie
- Jürgen Kühling (* 1971), Lehrstuhl für Öffentliches Recht, Immobilienrecht, Infrastrukturrecht und Informationsrecht
- Weyma Lübbe (* 1964), Professorin für Philosophie, 2008–2021 Mitgliedschaft Deutscher Ethikrat
- Helmut Lukesch (* 1946), Professor für Psychologie, 2011 emeritiert
- Albrecht Mannschreck (1934–2023), Professor für Organische Chemie, der auf dem Gebiet der Spektroskopie und Chromatografie arbeitete
- Rüdiger Marmulla (* 1963), Mund-, Kiefer- und Gesichtschirurg, führte am 24. März 1998 am Klinikum der Universität Regensburg die erste computergestützte Knochensegmentnavigation durch
- Franz Mayer (1920–1977), Rechtswissenschaftler
- Jochen Mecke (* 1956), Romanistikprofessor (Französische und Spanische Literaturwissenschaft) und Leiter des 2007 in Regensburg eröffneten Spanien-Zentrums
- Dieter Medicus (1929–2015), Professor für Schuldrecht, seine Lehrbücher gelten als Standardwerke in Deutschland
- Reinhard C. Meier-Walser (* 1957), Honorarprofessor (Institut für Politikwissenschaft)
- Reinhard Mennicken (1935–2019), Professor für Mathematik, 1971–1974 Abteilungsvorstand, 1975–1982 Leiter der Abteilung für Angewandte Mathematik, 1979–1981 Dekan, seit 1982 Ordinarius
- Joachim Möller (* 1953), Professor für Volkswirtschaftslehre (Empirische Makroökonomie und Regionalökonomie), Direktor des Instituts für Arbeitsmarkt- und Berufsforschung (IAB) in Nürnberg
- Jürgen Neukirch (1937–1997), Mathematiker (Zahlentheorie), bis 1997.
- Ingrid Neumann-Holzschuh, Romanistikprofessorin (Französische und spanische Linguistik) mit dem Forschungsgebiet der Kreolsprachen. Oktober 2009 bis September 2011 Prorektorin.
- Götz Freiherr von Pölnitz (1906–1967), Gründungsrektor, Wirtschaftshistoriker
- Reinhard Richardi (* 1937), von 1968 bis 2005 Inhaber des Lehrstuhls für Arbeits- und Sozialrecht, Bürgerliches Recht und Handelsrecht.
- Herbert Roth (* 1951), Rechtswissenschaftler und Hochschullehrer, Studium und Professur
- Florian Schleburg, Hochschullehrer für englische Linguistik und Verfasser des deutschlandweit meistverwendeten Lehrbuches des Altenglischen sowie des Mittelenglischen
- Jürgen Schölmerich (* 1948), von 1991 bis 2010 Ordinarius für Innere Medizin an der Universitätsklinik, Träger des Bundesverdienstkreuzes
- Ulrich Schröder (1935–2010), von 1969 bis zu seiner Emeritierung (2001) Inhaber eines Lehrstuhls für Theoretische Physik; zeitweise Prorektor der Universität
- Karl-Werner Schulte (* 1946), Professor am Institut für Immobilienwirtschaft (Honorarprofessur für Immobilienwirtschaft), Pionier der Immobilienökonomie in Deutschland
- Dieter Schwab (* 1935), Professor für Bürgerliches Recht, deutsche Rechtsgeschichte und Kirchenrecht
- Thomas Steger (* 1966), Lehrstuhl für Betriebswirtschaftslehre insbesondere Führung und Organisation
- Udo Steiner (* 1939), Professor für öffentliches Recht (von 1995 bis 2007 Richter des Bundesverfassungsgerichts)
- Karl Otto Stetter (* 1941), Lehrstuhl für Mikrobiologie (emeritiert 2002), Experte für mikrobiologisches Leben bei extremen Lebensbedingungen (extremophile Organismen)
- Alexander Thomas (1939–2023), Professor für Psychologie (Emeritierung 2005), Schwerpunkt v. a. interkulturelle Psychologie, u. a. Deutscher Psychologiepreis 2004.
- Jörg Traeger (1942–2005), von 1976 bis zu seinem Tod Inhaber des Lehrstuhls für Kunstgeschichte; Zeitweise Prorektor der Universität
- Isabella von Treskow (* 1964), Lehrstuhl für Französische und Italienische Literaturwissenschaft, Initiatorin des Projekts Wissenschaft-Schule-Kooperation
- Wolfgang Wiegard (* 1946), Professor für Volkswirtschaftslehre an der Universität Regensburg, vormaliges Mitglied im Sachverständigenrat zur Begutachtung der gesamtwirtschaftlichen Entwicklung
- Ludwig Zehetner (* 1939), bayerischer Mundartforscher, Honorarprofessor für Dialektologie des Bairischen
- Alf Zimmer (* 1943), Psychologe und Rektor der Universität Regensburg
- Reinhard Zimmermann (* 1952), ehem. Lehrstuhlinhaber mit den Forschungsschwerpunkten Schuld- und Erbrecht sowie internationales Privatrecht, Träger des Gottfried Wilhelm Leibniz-Preises, seit 2002 Direktor am Max-Planck-Institut für ausländisches und internationales Privatrecht in Hamburg, Präsident der Studienstiftung des deutschen Volkes
- Jürgen Zulley (* 1945), Professor für Biologische Psychologie an der Universität Regensburg, Schwerpunkt im Bereich der Schlafforschung, dafür zahlreiche Auszeichnungen

## Bekannte Absolventen
- Thilo Bode (* 1947), Studium der Volkswirtschaftslehre; Geschäftsführer der Organisationen Greenpeace und Foodwatch
- Joseph Berlinger (* 1952), Studium der Germanistik, Geschichte und Sozialkunde; Dramatiker, Theaterregisseur, Mundartlyriker, Schriftsteller, Hörspielautor und Drehbuchautor
- Markus K. Brunnermeier, Studium der Volkswirtschaftslehre; Edward S. Sanford Professor an der Princeton University
- Elli Erl (* 1979), Lehramtsstudium; Sängerin und Gewinnerin der zweiten Staffel von Deutschland sucht den Superstar
- Klaus Esser (* 1947), Promotion 1978 in Rechtswissenschaften; Jurist und Manager, ehemaliger Vorstandsvorsitzender der Mannesmann AG
- Hermann Fellner (1950–2020), Studium der Rechtswissenschaften; ehemaliger Bundestagsabgeordneter und innenpolitischer Sprechers der CSU-Landesgruppe, bei seinem Einzug in den Deutschen Bundestag jüngster Abgeordneter
- Sven Franck (* 1976), deutsch-französischer Politiker (Volt)
- Michael Has (* 1959), Studium der Physik; Hochschullehrer an der Universität Grenoble
- Gerda Hasselfeldt (* 1950), Studium der Volkswirtschaftslehre; Bundestagsabgeordnete und Vorsitzende der CSU-Landesgruppe im Deutschen Bundestag, 2005–2011 Vorsitzende des Deutschen Bundestages
- Wolfgang A. Herrmann (* 1948), Promotion 1973; Präsident der Technischen Universität München
- Barys Kit (1910–2018), Promotion 1983; belarussischer Mathematiker, Physiker, Chemiker und Raketenwissenschaftler
- Heinz-Peter Meidinger (* 1954), Präsident des Deutschen Lehrerverbands
- Horst Meierhofer (* 1972), Studium der Betriebswirtschaftslehre, MdB
- Heribert Prantl (* 1953), Studium der Rechtswissenschaften, der Geschichte und der Philosophie; Journalist und Publizist, Leiter des Ressorts Innenpolitik bei der Süddeutschen Zeitung
- Claus Pinkerneil (* 1968), Jurist, bekannt aus der Sat.1 Serie: Anwälte im Einsatz
- Klaus Regling (* 1950), Studium der Volkswirtschaftslehre; CEO der European Financial Stability Facility (EFSF)
- Sebastian Reinwand (* 1987), Studium der Betriebswirtschaftslehre, Langstreckenläufer und Triathlet
- Hans Schaidinger (* 1949), Studium der Volkswirtschaftslehre; ehemaliger Oberbürgermeister und Ehrenbürger der Stadt Regensburg
- Hans Joachim Schellnhuber (* 1950), Studium der Physik und Mathematik, Promotion 1980 in Physik; Klimaforscher von Weltruf und Professor, Berater der Bundesregierung in Klimafragen
- Gerhard Schmid (* 1952), Studium der Betriebswirtschaftslehre; Unternehmer und Gründer des Telekommunikationsunternehmens Mobilcom
- Marina Schuster (* 1975), Studium der Betriebswirtschaftslehre; MdB
- Hans Schwemmer (1945–2001), Studium der Theologie; Titularerzbischof von Ravello und Nuntius in Papua-Neuguinea und auf den Salomonen
- Steffen Seischab (* 1969), Promotion 2003 in Geschichte; Historiker und Autor
- Max Stadler (1949–2013), Studium der Rechtswissenschaften; MdB und parlamentarischer Staatssekretär im Bundesjustizministerium
- Alexander Stephens (* 1981), Jurist, bekannt aus Im Namen der Gerechtigkeit
- Edmund Stoiber (* 1941), Promotion 1971 in Rechtswissenschaften; ehemaliger Ministerpräsident von Bayern
- Anja Utler (* 1973), Promotion 2003 in der Slavischen Philologie; Schriftstellerin
- Korbinian von Blanckenburg (* 1979), Hochschullehrer für Volkswirtschaftslehre und Wirtschaftsmathematik
- Franziska Wanninger (* 1982), deutsche Kabarettistin, Autorin, Schauspielerin und Podcasterin
- Holger Ziegeler (* 1961), Physiker und Diplomat
- Günther K. H. Zupanc (* 1958), Studium der Biologie und Physik, Neurobiologe; Lehrbuch-Autor, Herausgeber wissenschaftlicher Zeitschriften und Hochschulreformer, Professor an der Northeastern University
- Hieronymos II. (* 1938), Erzbischof von Athen und Oberhaupt der autokephalen orthodoxen Kirche von Griechenland. Theologie, 1978